# Coenophila opacifrons
Coenophila opacifrons är en fjärilsart som beskrevs av Augustus Radcliffe Grote 1878. Coenophila opacifrons ingår i släktet Coenophila och familjen nattflyn. Inga underarter finns listade i Catalogue of Life.